# Ogończyk białogardły
Ogończyk białogardły (Synallaxis stictothorax) – gatunek małego ptaka z rodziny garncarzowatych (Furnariidae). Występuje w zachodniej części Ameryki Południowej – w Ekwadorze i w Peru. W Czerwonej księdze gatunków zagrożonych IUCN klasyfikowany jest jako gatunek najmniejszej troski (LC, ang. Least Concern).

## Systematyka
Takson ten po raz pierwszy zgodnie z zasadami nazewnictwa binominalnego opisał amerykański ornitolog Philip Lutley Sclater w 1859 roku na łamach „Proceedings of the Zoological Society of London”, na podstawie holotypu – przywiezionego z Guayaquil w Ekwadorze i zdeponowanego w Muzeum Brytyjskim. Autor nadał ptakowi nazwę Synallaxis stictothorax. Badania molekularne, opublikowane w 2011 roku wykazały, że ogończyk białogardły jest najbliżej spokrewniony z ogończykiem szarogłowym (Synallaxis zimmeri).  Przez wiele lat opisywano trzy podgatunki ogończyka białogardłego:
- Synallaxis s. stictothorax P.L. Sclater, 1859 – ogończyk białogardły[4]
- Synallaxis s. maculata Lawrence, 1872
- Synallaxis s. chinchipensis Chapman, 1925 – ogończyk peruwiański[4]

Pod koniec XX i na początku XXI wieku niektórzy autorzy proponowali uznanie ogończyka peruwiańskiego za osobny gatunek, ale nie przedstawili żadnych przekonujących dowodów. Po ukazaniu się publikacji wykazujących różnice w wokalizacji i morfologii oraz opublikowaniu analizy filogenetycznej, Dan Lane w sierpniu 2020 roku złożył do South American Classification Committee (SACC) wniosek o uznanie ogończyka peruwiańskiego za osobny gatunek Synallaxis chinchipensis; wniosek ten został zaakceptowany.
Obecnie uznawane są dwa podgatunki ogończyka białogardłego:
- S. s. stictothorax P.L. Sclater, 1859
- S. s. maculata Lawrence, 1872

### Etymologia
- Synallaxis: gr. συναλλαξις sunallaxis, συναλλαξεως sunallaxeōs „wymiana, zamiana”[12].
- stictothorax: gr. στικτος stiktos „kropkowany”,  θωρακος thōrakos „napierśnik”[13].

## Morfologia
Mały ptak o brązowych lub czerwonawo-brązowych tęczówkach. Dziób dosyć długi i cienki, głównie czarny, ale czasami w dużej części szary. Nogi i stopy od niebieskoszarych do ciemnoszarych. Podgatunek nominatywny ma biały kantarek, czarniawą twarz z białawymi smugami, białe czoło z czarno-białymi prążkami, reszta górnej części głowy jest szarobrązowa, górne części ciała ciemne, grzbiet brązowawy, przechodzi w odcień rudobrązowy przy zadzie, pokrywy nadogonowe rude. Skrzydła rudawe, lotki ciemne. Ogon długi o 10 sterówkach, o postrzępionych końcach, ciemnobrązowy z jaśniejszymi rudawymi krawędziami zewnętrznych sterówek. Dolne części ciała jasne, podgardle i gardło białe, pierś biaława z czarnymi drobnymi pręgami, boki i pokrywy podogonowe płowe. Na piersi i brzuchu czarne cętki. Nie występuje dymorfizm płciowy. Podgatunek S. s. maculata ma nieco bardziej rudy grzbiet, bardziej rude sterówki, z których tylko dwie środkowe są ciemniejsze.  Młode osobniki nie zostały opisane. Długość ciała 11–13 cm, masa ciała 10–14 g.
Wymiary szczegółowe:
|                       | Samica      | Samiec      |
| --------------------- | ----------- | ----------- |
| Długość skrzydła (mm) | 47,67–52,11 | 46,01–55,11 |
| Długość ogona (mm)    | 50–60       | 48–69       |
| Długość dzioba (mm)   | 10,39–12,39 | 12,35–12,77 |

## Zasięg występowania
Ogończyk białogardły występuje w zawężonym obszarze od zachodniego Ekwadoru do północno-zachodniego Peru. Zasięg występowania (EOO, Extent of Occurrence) według szacunków organizacji BirdLife International obejmuje około 113 tys. km². Występuje zazwyczaj w zakresie wysokości od poziomu morza do 400 m n.p.m. Poszczególne podgatunki zamieszkują:
- S. s. stictothorax – południowo-zachodni Ekwador,
- S. s. maculata – skrajnie południowo-zachodni Ekwador i północno-zachodnie Peru[14].

## Ekologia i zachowanie
Jego głównym habitatem są suche zarośla nizinne oraz brzegi lasów liściastych. Długość pokolenia jest określona na 3,8 roku. Ptak ten żeruje zazwyczaj w parach, często w stadach mieszanych. Niewiele wiadomo na temat diety ogończyka białogardłego. Składa się głównie ze stawonogów i ich larw. Zaobserwowano, że podejmuje pokarm z mchu, martwych liści i niewielkich gałęzi, przeważnie na wysokości 1–2 m nad poziomem gruntu.

### Rozmnażanie
W 2010 roku Jessie L. Knowlton opisała wyniki badań nad gniazdami i zachowaniami lęgowymi 32 gatunków ptaków z Parku Narodowego Machalilla w Peru. Na podstawie badań 117 gniazd ogończyka białogardłego zostały przedstawione następujące wnioski: 33 gniazda zostały odkryte w suchych zaroślach, 84 w tropikalnym lesie suchym. Wszystkie gniazda użytkowane były w okresie od początku lutego do końca marca. W lęgu stwierdzono 3–4 białe jaja z kilkoma brązowymi plamkami, o rozmiarach 16,5 na 13,5 mm, okres inkubacji wyniósł około 25 dni. Czas przebywania piskląt w gnieździe określono na 16–22 dni. Gniazda budowane były z dosyć dużych patyków, miały średnicę 24–55 cm, wysokość 15–40 cm, wejście z boku. Zdecydowana większość znajdowała się na kolczastych drzewach (najczęściej na Bonellia mucronata i jadłoszynie baziowatym) lub na kaktusach. Komora lęgowa o średnicy 55–75 mm była wyścielana pierzem i puchem z nasion.

## Status
W Czerwonej księdze gatunków zagrożonych IUCN ogończyk białogardły jest uznawany za gatunek najmniejszej troski (LC, ang. Least Concern). Wielkość populacji nie jest oszacowana, a gatunek ten opisywany jest jako pospolity. BirdLife International ocenia trend liczebności populacji jako stabilny ze względu na brak istotnych zagrożeń.